# Examen de titularisation
Examen de titularisation est une nouvelle d'Anton Tchekhov, parue en 1884.

## Historique
Examen de titularisation  est initialement publié dans la revue russe Les Éclats, no 28, du 14 juillet 1884, signé A. Tchékhonté. Cette nouvelle est également traduite en français sous le titre L'Examen pour le rang. 

## Résumé
L’employé des postes Fendrikov va passer son examen de titularisation à soixante ans. Il craint par-dessus tout le professeur de géographie Galkine : il l’avait empêché de passer devant tout le monde au bureau de poste.
Les examinateurs arrivent : l’inspecteur, le surveillant des écoles, le professeur d’instruction religieuse, Galkine et des professeurs. On commence par la dictée. Fendrikov passe l’épreuve malgré les pièges qu’on lui tend, puis l’examinateur choisit en science la géographie : « c’est la science des facteurs ».  
Quels sont les affluents du Gange? Dans quelle province se trouve Jitomir ? Fendrikov souffre, il voudrait être interrogé sur la stéréométrie, sujet sur lequel il a passé un mois, mais l’examinateur choisit l’arithmétique. Or, il ne connaît pas cette science. En désespoir de cause, il jure qu’il est un bon chrétien : on lui fait réussir l’examen.
Plus tard, à la taverne, rayonnant de joie, il regrette d’avoir étudié la stéréométrie : « Je l’ai rabâchée un mois entier, cette saleté ! Quel dommage ! »

## Édition française
- Examen de titularisation, traduit par Madeleine Durand et André Radiguet (révisé par Lily Denis), in Œuvres I, Paris, Éditions Gallimard, coll. « Bibliothèque de la Pléiade » no 197, 1968  (ISBN 978-2-07-0105-49-6).